# Языки Венгрии

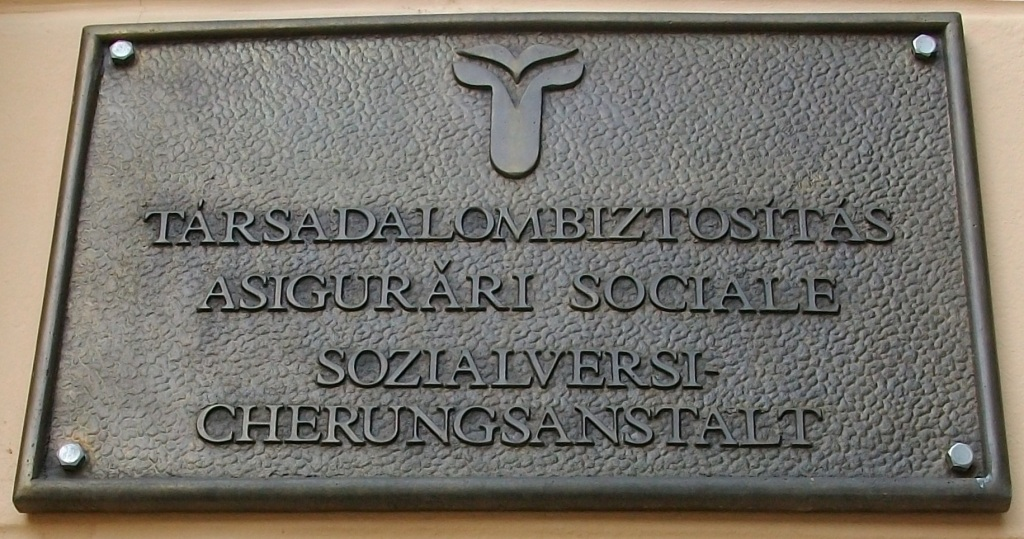
Трёхъязычная вывеска «Социальное страхование здоровья» на венгерском, румынском и немецком языках в Дьюле

Языки, на которых говорят в Венгрии, включают венгерский (официальный), признанные языки национальных меньшинств и другие языки.

## Языки меньшинств Венгрии
Венгрия подписала Европейскую хартию региональных языков или языков меньшинств, которая была ратифицирована 26 апреля 1995 года. В соответствии с Хартией на территории страны признаются и защищаются 14 языков меньшинств. Официальные языковые права 13 признанных меньшинств регулируются Законом о правах национальных и этнических меньшинств, который предусматривает меры по развитию культурной и образовательной автономии. Уровни языковой ассимиляции среди венгерских этнических меньшинств достаточно высоки. Во время переписи 2001 года из 314 059 граждан Венгрии, принадлежащих к этническим меньшинствам, 135 787 указали в качестве основного языка язык своего национального меньшинства.
В соответствии с положениями Европейской хартии региональных языков Венгрия обеспечивает особую защиту для армянского, бояшского, болгарского, хорватского, немецкого, греческого, польского, цыганского, румынского, русинского, сербского, словацкого, словенского и украинского языков.

## Языковые семьи, представленные в Венгрии
Уральские языки
- Венгерский: единственный официальный язык страны, не связанный ни с одним из соседних языков. Это родной язык примерно 98,9 % всего населения.

Индоевропейские языки
- Немецкий: на нём говорит немецкое меньшинство, особенно в горах Мечек и вокруг них, а также в других частях страны. (Исторически на швабском диалекте говорили в Венгрии.)
- Словацкий: на котором говорит словацкое меньшинство, особенно в северовенгерских горах и вокруг Бекешчабы.
- Сербский: на котором говорит сербское меньшинство, особенно в Бачской области и вокруг неё, а также на других территориях Южной Венгрии.
- Словенский: на котором говорит словенское меньшинство, особенно рядом с границей Словении, Западная Венгрия.
- Хорватский: на котором говорит хорватское меньшинство, особенно в южной Венгрии.
- Русинский: на котором говорит русинское меньшинство, главным образом в северной Венгрии.
- Румынский: на котором говорит румынское меньшинство, особенно в городе Дьюла и его окрестностях, в Восточной Венгрии.
- Цыганский: на нём говорят представители меньшинства рома по всей стране.

Тюркские языки
- Половецкий язык: когда-то на нём говорили в регионе Куншаг. Это кыпчакский язык, тесно связанный с другими кыпчакскими языками, такими как крымскотатарский. Последний носитель умер в 1777 году.
- Кыпчакский язык: когда-то на нём говорили в Восточной Европе, включая Венгрию. Он был лингва франка районов, контролировавшихся Золотой Ордой. Сегодня он является прародителем всех кыпчакских языков, в том числе и мёртвого половецкого.

Жестовые языки
- Венгерский жестовый язык: на нём говорят около 9000 человек, принадлежит к французской семье жестового языка.